# مستصفرة الياقوتية
مستصفرة الياقوتية (الاسم العلمي: Xanthomonas hyacinthi) هي نوع من البكتيريا يتبع جنس المستصفرة من الفصيلة المستصفرية.